# Petjada (electrònica)

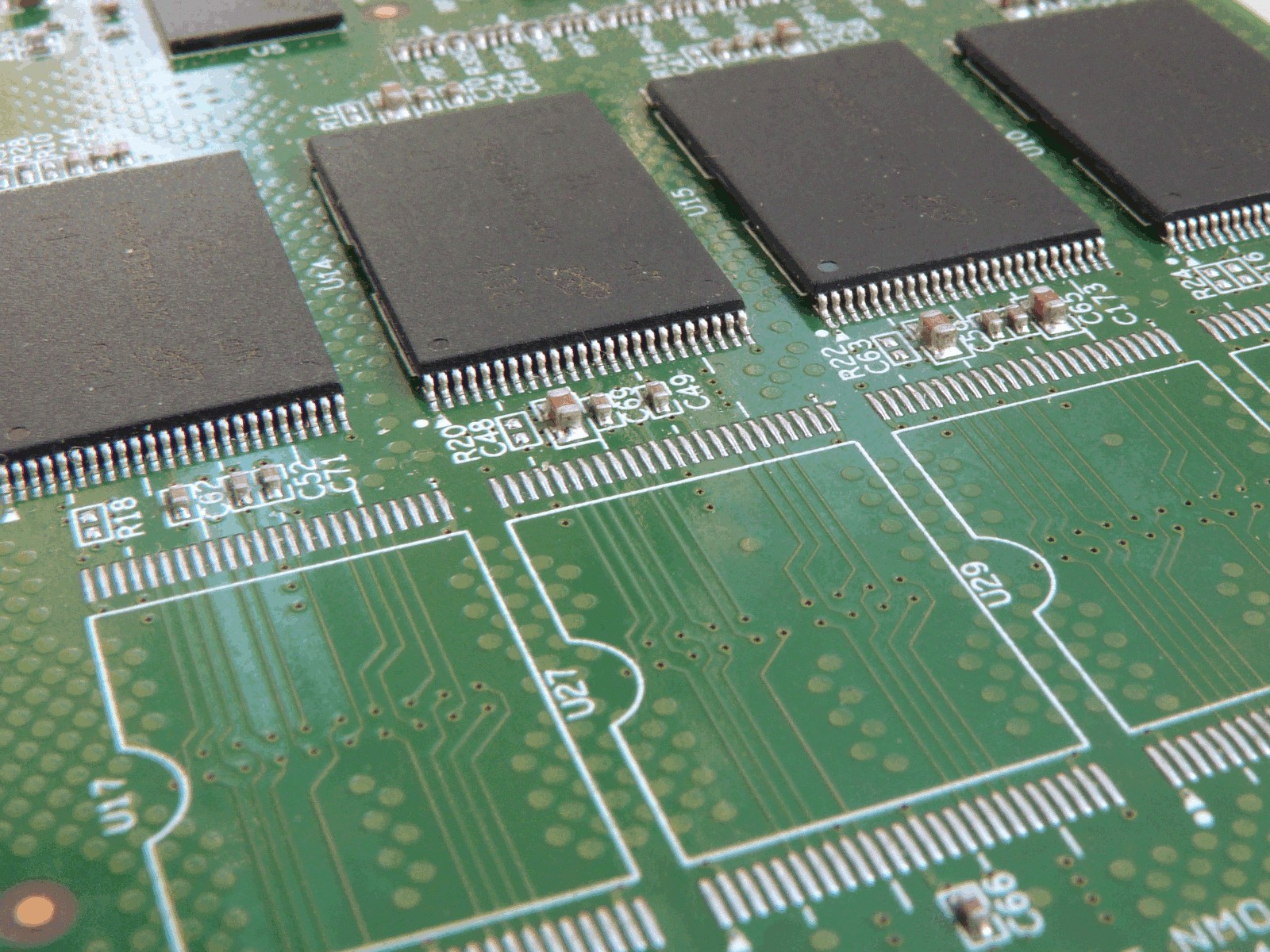
Patrons de terra TSOP poblats (darrera) i no poblats (frontal) en una placa de circuit imprès.

Una petjada o patró de terra és la disposició de coixinets (en tecnologia de muntatge en superfície) o forats passant (en tecnologia de forats passants) utilitzats per connectar físicament i connectar elèctricament un component a una placa de circuit imprès. El patró de terra en una placa de circuit coincideix amb la disposició dels cables d'un component.

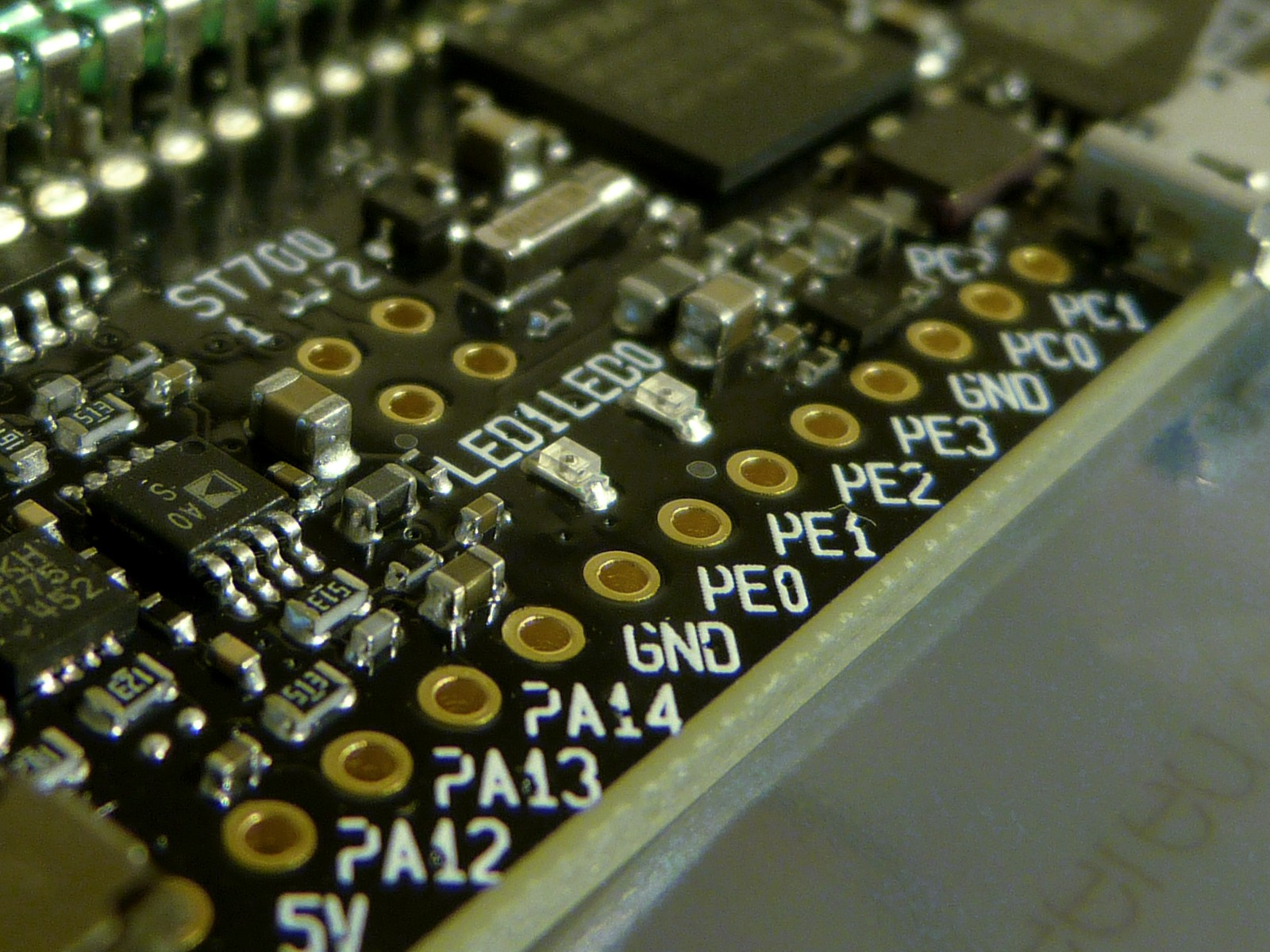
Una fila de forats passants que actuen com a petjada per a una capçalera de pins.

Els fabricants de components solen produir múltiples variants de producte compatibles amb pins per permetreals integradors de sistemes canviar el component exacte en ús sense canviar l'empremta a la placa de circuits. Això pot proporcionar un gran estalvi de costos per als integradors, especialment amb components BGA densos on els coixinets d'empremta es poden connectar a diverses capes de la placa de circuit.
Molts venedors de components proporcionen petjades per als seus components, inclosos Texas Instruments i CUI. Altres fonts inclouen biblioteques de tercers, com ara SnapEDA.